# Divinità della toilette
Una divinità della toilette è un dio o una dea della mitologia che viene associata ai bagni e ai servizi igienici. Le credenze su queste divinità (un tipo di divinità domestica) sono comuni nelle antiche religioni, ma possono essere individuate anche in molte fedi che professano il politeismo. Tali divinità sono state associate alla salute, al benessere e alla fertilità (a causa dell'associazione tra rifiuti umani e agricoltura) ed è stato reso loro omaggio in diversi modi, attraverso offerte, preghiere e riti propiziatori.

## Civiltà antiche

### Antica Roma

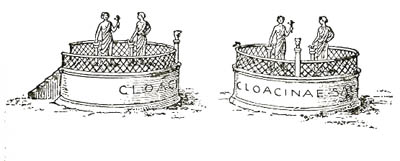
Ricostruzione grafica del sacello di Venere Cloacina

Nella mitologia romana era presente una dea delle fogne, un dio del bagno e un dio degli escrementi. La dea delle fogne era Cloacina, divinità protettrice della Cloaca Massima, la parte più antica ed importante del sistema fognario di Roma. Divinità di origine etrusca, il suo culto fu introdotto da Tito Tazio, che costruì un santuario in suo onore nel bagno di casa. Consapevoli del fatto che un buon sistema fognante fosse importante per la salute pubblica, i Romani invocavano la sua presenza quando le fogne si intasavano o traboccavano. Fu in seguito identificata con la figura di Venere, e le fu dedicato un piccolo santuario nel Foro Romano, il sacello di Venere Cloacina, di cui oggi rimangono solo le fondamenta circolari.
I primi cristiani credevano che i Romani avessero avuto un dio del gabinetto nella figura di Crepitus, che era anche il dio della flatulenza e che venisse invocato in caso di diarrea o costipazione. Non ci sono comunque riferimenti antichi a Crepitus. È invece certo che venerassero Sterculo, il dio dello sterco, che era particolarmente importante per gli agricoltori quando fertilizzavano i loro campi con il letame. Aveva una stretta relazione con Saturno, il dio dell'agricoltura. Sembra che i primi cristiani trovassero la figura di Sterculo particolarmente ridicola; fu oggetto di scherno da parte di Agostino d'Ippona nel suo libro La città di Dio all'inizio del V secolo.

### Aztechi

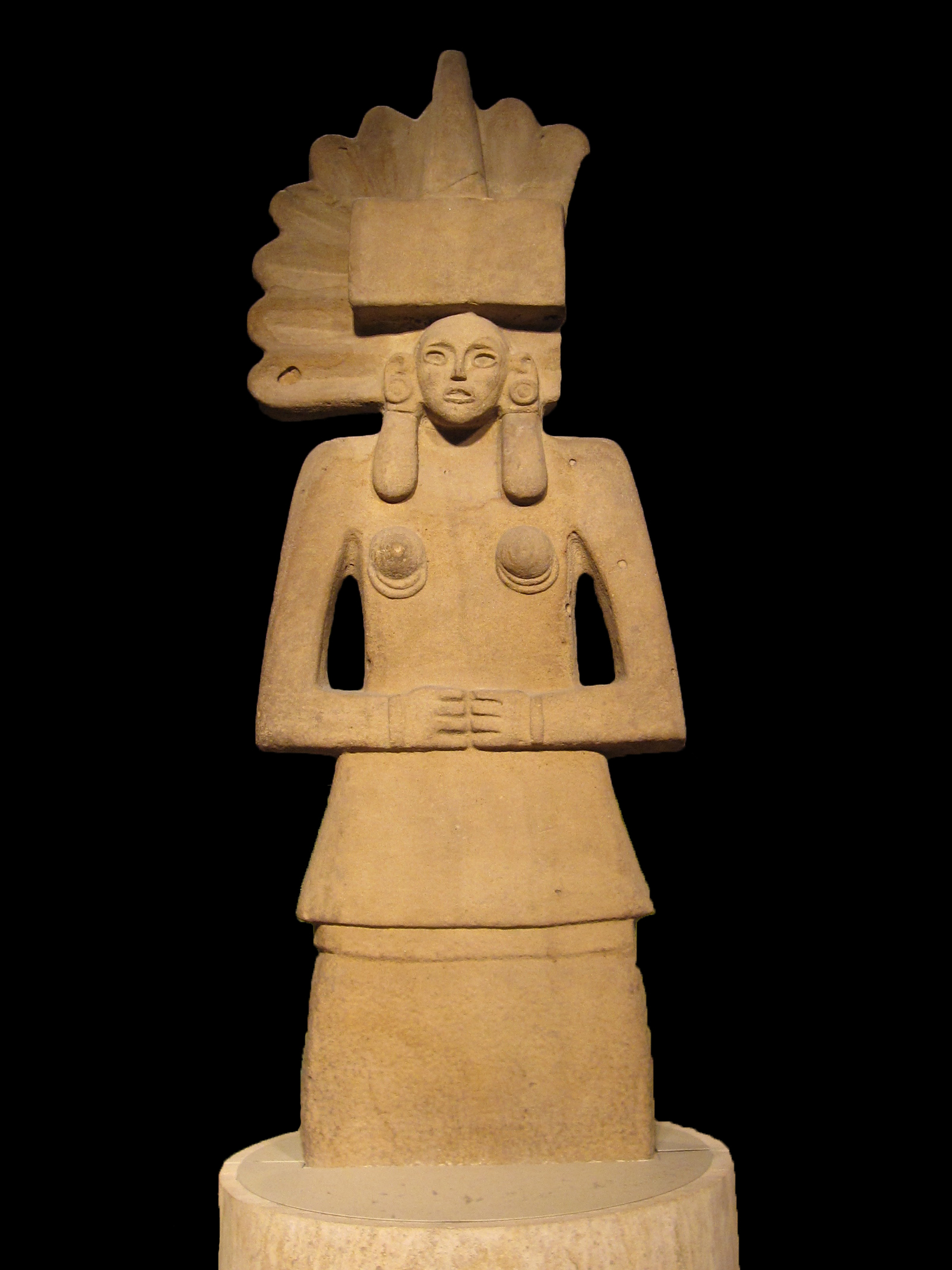
Statua huaxteca di Tlazolteotl rinvenuta in Messico, X-XVI secolo

Nella mitologia azteca la dea Tlazolteotl veniva spesso raffigurata con simboli scatologici di colore ocra attorno alla bocca e al naso, in quanto associata al concetto di purificazione: ella si cibava delle impurità e della sporcizia, inghiottendo i peccati degli uomini per poi restituirli sotto forma di salute ed energia vitale. Si pensava inoltre che Tlazolteotl avesse inventato il bagno a vapore, che per gli Aztechi rappresentava una cerimonia per l'igiene quotidiana del corpo.

### Civiltà babilonese
Nella tradizione magico-medica babilonese esisteva la figura di Šulak, un demone che si appostava nei luoghi in cui la potenziale vittima era più probabile si trovasse sola, come per esempio la toilette. L'insorgenza di molte malattie era attribuita all'azione di una divinità o di uno spirito, e in alcuni testi di medicina mesopotamici Šulak era descritto come la causa di paralisi e soffocamento, probabilmente in relazione alla paura che uno sforzo eccessivo alla toilette potesse causare questi mali. Šulak era solitamente raffigurato nella forma di un leone, talvolta rampante o bipede. Amuleti protettivi con incisa la figura del leone-centauro Urmahlullu o tavolette cuneiformi inscritte con incantesimi per allontanare Šulak erano spesso sepolti all'entrata dei bagni o nelle fondamenta della casa, oppure adagiati all'interno dei tubi di scarico.

## Civiltà moderne

### Giappone

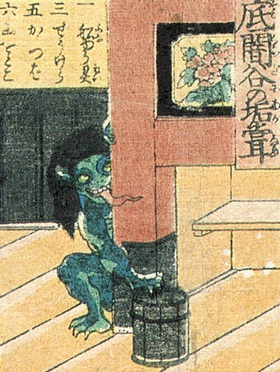
Rappresentazione dello yōkai Akaname in un'opera di Utagawa Yoshikazu, metà del XIX secolo circa

Nello shintoismo oggetti e luoghi sono spesso associati a entità divine, o kami, e tradizione vuole che alcune di queste dimorino all'interno delle mura domestiche, proteggendo i suoi abitanti da pericoli ed entità maligne. In Giappone in passato il bagno si trovava al di fuori delle abitazioni, spesso in luoghi bui e sgradevoli, e l'eventualità che qualcuno potesse cadere e annegarvici dentro non era poi così rara. Si pensava quindi che la divinità a protezione della toilette (厠神?, kawaya kami o 便所神?, benjo-gami) potesse scongiurare questo tipo di situazioni.
La divinità era altresì legata alla fertilità, dato che gli escrementi umani erano utilizzati come fertilizzante nei campi. Una parte delle celebrazioni per l'anno nuovo era dedicata a rituali durante i quali veniva chiesto al dio aiuto nel produrre un buon raccolto. In alcune zone, i membri della famiglia si riunivano seduti davanti alla toilette e lì mangiavano un boccone di riso, come a rendere grazie per i favori ricevuti durante l'anno. Era tradizione inoltre mantenere i sanitari i più puliti possibile, in quanto si pensava che il dio della toilette fosse di bell'aspetto. Si credeva che lo stato in cui versava la toilette potesse condizionare l'aspetto fisico dei nascituri, e le donne incinte erano solite chiedere al dio che i propri figli maschi nascessero con un bel naso; per le femmine la caratteristica più richiesta erano le fossette. Nel caso la toilette fosse stata sporca, il bambino sarebbe potuto nascere brutto e infelice. La mancata pulizia della toilette avrebbe potuto attirare inoltre diverse creature ghiotte di polvere e sporcizia, come lo yōkai Akaname.
Secondo una differente tradizione giapponese il dio della toilette era invece un uomo cieco brandente una lancia acuminata. Si trattava di una chiara rappresentazione del possibile dolore provato durante la defecazione, e per questo motivo era usanza palesare la propria presenza schiarendosi la voce prima di entrare nella toilette, in modo che il dio potesse rinfoderare la sua lancia.
Inoltre, a seconda della zona, in Giappone la divinità della toilette può assumere nomi e caratteristiche differenti. A Hiroshima è chiamata setchinsan, nella prefettura di Ōita sechinbisan e in quella di Ehime usshimasama. Sull'isola di Ishigaki, dove prende il nome di kamu-taka, si credeva potesse curare gli ammalati offrendole in dono bastoncini di incenso, fiori, riso o sakè. Nell'ex distretto Minamiazumi della prefettura di Nagano si pensava che il dio della toilette, chiamato takagamisama, potesse alleviare i dolori del mal di denti. Nella parte più meridionale dell'isola di Kyūshū era invece usanza lasciare un ramo di salice o di bagolaro, decorato con pezzi di mochi, all'interno della toilette, affinché la divinità proteggesse gli abitanti della casa da eventuali problemi alla vescica. Credenze simili sono diffuse anche nel nord del Giappone e nella Russia orientale, dove secondo la religione Ainu il dio della toilette accorrerebbe in aiuto in caso di pericolo.

### Corea
Secondo la mitologia coreana la dea del gabinetto Cheuksin è considerata la più malvagia dei Gasin, gli dei del focolare. Secondo il Munjeon bonpuri (문전 본풀?) ella uccide Jowangsin, la dea della cucina, e tenta di uccidere i suoi sette figli, ma poi si suicida quando il suo piano viene sventato dal settimo figlio, Nokdisaengin. Temuta per il suo carattere dispettoso e maligno, le casalinghe sono solite renderle omaggio nel mese di ottobre, insieme agli altri Gasin.